# الین والستروم
الین والستروم (انگلیسی: Elin Wahlström؛ زادهٔ ۲۰ ژانویهٔ ۱۹۹۳) بازیکن فوتبال اهل سوئد است.
وی همچنین در تیم ملی فوتبال Sweden U23 بازی کرده‌است.